# Частно диференциално уравнение
Частно диференциално уравнение (или диференциално уравнение с частни производни) (употребява се и съкращението ЧДУ) е
диференциално уравнение, съдържащо неизвестни функции на няколко променливи и техните частни производни.
Този тип уравнения играят основна роля в математическата физика.

## Увод
Да разгледаме едно сравнително просто уравнение с частни производни:
{\displaystyle {\frac {\partial }{\partial x}}u(x,y)=0\,.}
От това съотношение следва, че стойността на функцията u(x,y) не зависи от x. Следователно, общото решение на уравнението е следното:
{\displaystyle u(x,y)=f(y),\,}
където f е произволна функция на променливата y.
Аналогичното обикновено диференциално уравнение има вида:
{\displaystyle {\frac {df(y)}{dx}}=0\,}
и неговото решение е
{\displaystyle u(x,y)=c,\,}
където c е произволна константа (независима от x).
Тези два примера показват, че общото решение на обикновеното диференциално уравнение съдържа произволна константа, а общото решение на частното диференциално уравнение съдържа произволна функция. Решението на частното диференциално уравнение, изобщо казано, не е единствено. В общия случай на границата на разглежданата област се задават допълнителни условия. Например, решението на горното уравнение (функцията {\displaystyle f(y)}) се определя еднозначно, ако {\displaystyle u} е определена върху линията {\displaystyle x=0}.

## История
Първите систематични изследвания на уравненията с частни производни е започнал Фурие. Той извежда уравнението на топлопроводността и развива методите за неговото решаване при различни гранични условия, с което поставя основите на математическата физика. Той прилага и нов метод към решаване на уравнението на струната – метод на разделяне на променливите, получил по-късно името му.

## Класификация

### Размерност
Равна е на броя на независимите променливи. Тя е по-голяма или равна на 2 (при размерност 1 се получава обикновено диференциално уравнение).

### Линейност
Съществуват линейни и нелинейни уравнения. Линейното уравнение се представя като линейна комбинация от производни на неизвестните функции. Коефициентите могат да бъдат или константи, или известни функции.
Линейните уравнения са добре изследвани, докато нелинейните не са. За решението на отделни видове нелинейни уравнения дори се определят награди (например Millenium Prize Problems).

### Хомогенност
Уравнението е хомогенно, ако никой от коефициентите пред аргументите не зависи от неизвестната функция и свободният член е тъждествено равен на нула.
Уравнението се нарича нехомогенно, ако дясната страна на уравнението (свободният член) е различен от нула, и не зависи от неизвестната функция.

### Ред
Редът на уравнението се определя от максималния ред на производните. Имат значение производните по всички променливи.

### Класификация на уравненията от втори ред
Линейните частни диференциални уравнения от втори ред се разделят на параболични, елиптични и хиперболични.
|  | Тази страница частично или изцяло представлява превод на страницата „Дифференциальное уравнение в частных производных“ в Уикипедия на руски. Оригиналният текст, както и този превод, са защитени от Лиценза „Криейтив Комънс – Признание – Споделяне на споделеното“, а за съдържание, създадено преди юни 2009 година – от Лиценза за свободна документация на ГНУ. Прегледайте историята на редакциите на оригиналната страница, както и на преводната страница, за да видите списъка на съавторите. ВАЖНО: Този шаблон се отнася единствено до авторските права върху съдържанието на статията. Добавянето му не отменя изискването да се посочват конкретни източници на твърденията, които да бъдат благонадеждни. |